# Hypobryon poeltii
Hypobryon poeltii är en svampart som först beskrevs av Döbbeler, och fick sitt nu gällande namn av Döbbeler 1983. Hypobryon poeltii ingår i släktet Hypobryon, klassen Dothideomycetes, divisionen sporsäcksvampar och riket svampar.  Arten är reproducerande i Sverige. Inga underarter finns listade i Catalogue of Life.